# Fed Cup 2017

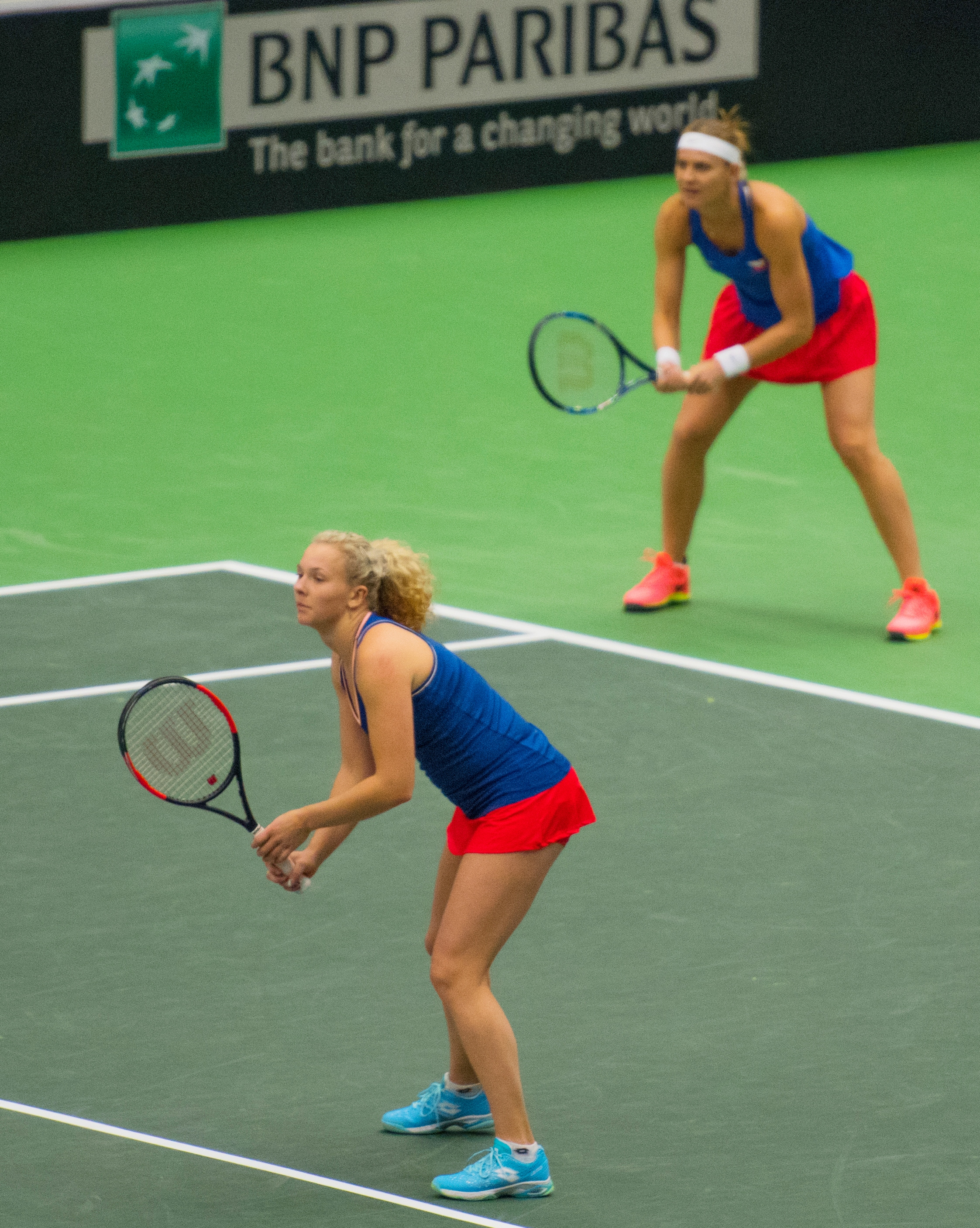
Český pár Kateřina Siniaková a Lucie Šafářová v závěrečné čtyřhře čtvrtfinále světové skupiny proti Španělsku

Fed Cup 2017, oficiálně se jménem sponzora Fed Cup by BNP Paribas 2017, představoval 55. ročník ženské tenisové týmové soutěže ve Fed Cupu, největší každoročně pořádané kolektivní události v ženském sportu. Los se uskutečnil 20. června 2016 v chorvatské metropoli Záhřebu. Do ročníku se zapojilo 95 týmů.
Trojnásobnými obhájkyněmi titulu byly hráčky České republiky, které ve finále předešlého ročníku zdolaly Francii 3:2 na zápasy. V semifinále sérii deseti výher Češek v řadě ukončily Spojené státy, které zvítězily 3:2 díky zisku rozhodujícího bodu ze závěrečné čtyřhry.
Bělorusko, které hrálo ve světové skupině podruhé od jejího zavedení, postoupilo poprvé v historii do finálového duelu. Na domácí půdě v něm přivítalo Spojené státy, které čekaly na titul od roku 2000. Duel rozhodla až závěrečná čtyřhra, jíž ovládly Američanky. Po výhře 3:2 na zápasy tak Spojené státy získaly 18. titul, čímž v celkové statistice navýšily vedení o osm trofejí před druhou Českou republikou. Americká jednička Coco Vandewegheová se stala devátou tenistkou od zavedení 8členné světové skupiny v roce 1995, jež vyhrála všech šest dvouher v průběhu jednoho ročníku.
Prvním hracím termínem se stal víkend od 11. do 12. února 2017. Semifinále světové skupiny a baráže se odehrály mezi 22.–23. dubnem a světové finále proběhlo 11.–12. listopadu téhož roku.

## Světová skupina
| Účastníci světové skupiny | Účastníci světové skupiny | Účastníci světové skupiny | Účastníci světové skupiny |
| Bělorusko                 | Česko                     | Francie                   | Německo                   |
| Nizozemsko                | Spojené státy             | Španělsko                 | Švýcarsko                 |
| ------------------------- | ------------------------- | ------------------------- | ------------------------- |

### Nasazené týmy
1. Česko (semifinále)
2. Francie (čtvrtfinále)
3. Německo (čtvrtfinále)
4. Nizozemsko (čtvrtfinále)

### Pavouk
|  | Čtvrtfinále 11.–12. února          | Čtvrtfinále 11.–12. února          | Čtvrtfinále 11.–12. února          |                                    |                                | Semifinále 22.–23. dubna                    | Semifinále 22.–23. dubna                    | Semifinále 22.–23. dubna                    |                                             |                                             | Finále 11.–12. listopadu       | Finále 11.–12. listopadu       | Finále 11.–12. listopadu       |                                |                                |
|  |                                    |                                    |                                    |                                    |                                |                                             |                                             |                                             |                                             |                                             |                                |                                |                                |                                |                                |
|  | Ostrava, Česko (tvrdý, hala)       |                                    |                                    |                                    |                                |                                             |                                             |                                             |                                             |                                             |                                |                                |                                |                                |                                |
|  | 1                                  | Česko                              | 3                                  |                                    |                                |                                             |                                             |                                             |                                             |                                             |                                |                                |                                |                                |                                |
|  |                                    | Španělsko                          | 2                                  |                                    |                                | Tampa, Spojené státy (zelená antuka, venku) | Tampa, Spojené státy (zelená antuka, venku) | Tampa, Spojené státy (zelená antuka, venku) | Tampa, Spojené státy (zelená antuka, venku) | Tampa, Spojené státy (zelená antuka, venku) |                                |                                |                                |                                |                                |
|  |                                    |                                    |                                    |                                    | 1                              | Česko                                       | 2                                           |                                             |                                             |                                             |                                |                                |                                |                                |                                |
|  | Maui, Havaj, Spojené státy (tvrdý) | Maui, Havaj, Spojené státy (tvrdý) | Maui, Havaj, Spojené státy (tvrdý) | Maui, Havaj, Spojené státy (tvrdý) |                                |                                             | Spojené státy                               | 3                                           |                                             |                                             |                                |                                |                                |                                |                                |
|  | 3                                  | Německo                            | 0                                  |                                    |                                |                                             |                                             |                                             |                                             |                                             |                                |                                |                                |                                |                                |
|  |                                    | Spojené státy                      | 4                                  |                                    |                                |                                             |                                             |                                             |                                             |                                             | Minsk, Bělorusko (tvrdý, hala) | Minsk, Bělorusko (tvrdý, hala) | Minsk, Bělorusko (tvrdý, hala) | Minsk, Bělorusko (tvrdý, hala) | Minsk, Bělorusko (tvrdý, hala) |
|  |                                    |                                    |                                    |                                    |                                |                                             |                                             |                                             |                                             |                                             |                                | Spojené státy                  | 3                              |                                |                                |
|  | Minsk, Bělorusko (tvrdý, hala)     | Minsk, Bělorusko (tvrdý, hala)     | Minsk, Bělorusko (tvrdý, hala)     | Minsk, Bělorusko (tvrdý, hala)     | Minsk, Bělorusko (tvrdý, hala) |                                             |                                             |                                             |                                             |                                             |                                | Bělorusko                      | 2                              |                                |                                |
|  |                                    | Bělorusko                          | 4                                  |                                    |                                |                                             |                                             |                                             |                                             |                                             |                                |                                |                                |                                |                                |
|  | 4                                  | Nizozemsko                         | 1                                  |                                    |                                | Minsk, Bělorusko (tvrdý, hala)              | Minsk, Bělorusko (tvrdý, hala)              | Minsk, Bělorusko (tvrdý, hala)              | Minsk, Bělorusko (tvrdý, hala)              | Minsk, Bělorusko (tvrdý, hala)              |                                |                                |                                |                                |                                |
|  |                                    |                                    |                                    |                                    |                                | Bělorusko                                   | 3                                           |                                             |                                             |                                             |                                |                                |                                |                                |                                |
|  | Ženeva, Švýcarsko (tvrdý, hala)    | Ženeva, Švýcarsko (tvrdý, hala)    | Ženeva, Švýcarsko (tvrdý, hala)    | Ženeva, Švýcarsko (tvrdý, hala)    |                                |                                             | Švýcarsko                                   | 2                                           |                                             |                                             |                                |                                |                                |                                |                                |
|  |                                    | Švýcarsko                          | 3                                  |                                    |                                |                                             |                                             |                                             |                                             |                                             |                                |                                |                                |                                |                                |
|  | 2                                  | Francie                            | 1                                  |                                    |                                |                                             |                                             |                                             |                                             |                                             |                                |                                |                                |                                |                                |

### Finále: Bělorusko vs. Spojené státy americké
| Čyžouka-Arena, Minsk, Bělorusko 11.–12. listopadu 2017 tvrdý (hala) | |                                                                                   |      |      |     |  |
| \| 1. \| \| Aljaksandra Sasnovičová Coco Vandewegheová \| 4 6 \| 4 6 \| \| \| \| 2. \| \| Aryna Sabalenková Sloane Stephensová \| 6 3 \| 3 6 \| 6 4 \| \| \| 3. \| \| Aryna Sabalenková Coco Vandewegheová \| 65 7 \| 1 6 \| \| \| \| 4. \| \| Aljaksandra Sasnovičová Sloane Stephensová \| 4 6 \| 6 1 \| 8 6 \| \| \| 5. \| \| Aryna Sabalenková / Aljaksandra Sasnovičová Shelby Rogersová / Coco Vandewegheová \| 3 6 \| 63 7 \| \| \| \| Nominace \| \| \| \| \| \| \| \| \| Bělorusko: Aryna Sabalenková (78./444.), Aljaksandra Sasnovičová (87./—), Věra Lapková (131./102.), Lidzija Marozavová (478./69.), nehrající kapitán Eduard Dubrov \| \| \| \| \| \| \| \| Spojené státy americké: Coco Vandewegheová (10./63.), Sloane Stephensová (13./166.), Shelby Rogersová (59./246.), Alison Riskeová (70./121.), nehrající kapitánka Kathy Rinaldiová \| \| \| \| \| \| \| Podrobnosti \| \| \| \| \| \| \| \| \| Oba týmy se před finále utkaly jednou, když v úvodním kole druhé světové skupiny 2012 Američanky zvítězily 5:0 na zápasy. Spojené státy získaly po finálové výhře v Minsku 3:2 na zápasy 18. titul.[8] \| \| \| \| \| \| | |                                                                                   |      |      |     |  |
| | |                                                                                   | 1.   | 2.   | 3.  |  |
| 1. | | Aljaksandra Sasnovičová Coco Vandewegheová                                        | 4 6  | 4 6  |     |  |
| 2. | | Aryna Sabalenková Sloane Stephensová                                              | 6 3  | 3 6  | 6 4 |  |
| 3. | | Aryna Sabalenková Coco Vandewegheová                                              | 65 7 | 1 6  |     |  |
| 4. | | Aljaksandra Sasnovičová Sloane Stephensová                                        | 4 6  | 6 1  | 8 6 |  |
| 5. | | Aryna Sabalenková / Aljaksandra Sasnovičová Shelby Rogersová / Coco Vandewegheová | 3 6  | 63 7 |     |  |
| Nominace | |                                                                                   |      |      |     |  |
| | Bělorusko: Aryna Sabalenková (78./444.), Aljaksandra Sasnovičová (87./—), Věra Lapková (131./102.), Lidzija Marozavová (478./69.), nehrající kapitán Eduard Dubrov                                  |                                                                                   |      |      |     |  |
| | Spojené státy americké: Coco Vandewegheová (10./63.), Sloane Stephensová (13./166.), Shelby Rogersová (59./246.), Alison Riskeová (70./121.), nehrající kapitánka Kathy Rinaldiová                  |                                                                                   |      |      |     |  |
| Podrobnosti | |                                                                                   |      |      |     |  |
| | Oba týmy se před finále utkaly jednou, když v úvodním kole druhé světové skupiny 2012 Američanky zvítězily 5:0 na zápasy. Spojené státy získaly po finálové výhře v Minsku 3:2 na zápasy 18. titul. |                                                                                   |      |      |     |  |

## Baráž Světové skupiny
| Účastníci světové baráže | Účastníci světové baráže | Účastníci světové baráže | Účastníci světové baráže |
| Belgie                   | Francie                  | Německo                  | Nizozemsko               |
| Rusko                    | Slovensko                | Španělsko                | Ukrajina                 |
| ------------------------ | ------------------------ | ------------------------ | ------------------------ |

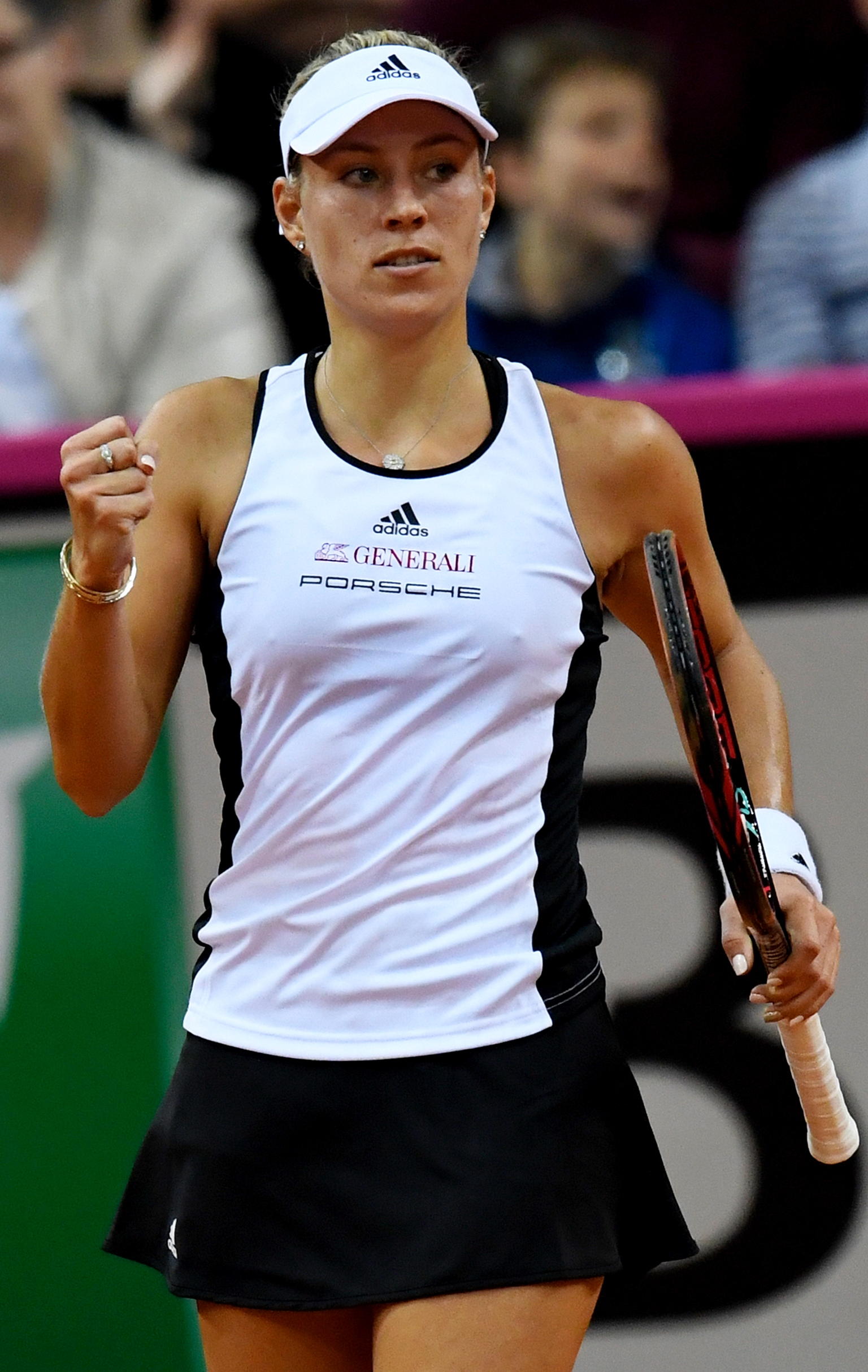
Německá světová jednička Kerberová v baráži s Ukrajinou

Čtyři poražené týmy z prvního kola světové skupiny, Francie, Španělsko, Nizozemsko a Německo, se v baráži – o účast ve Světové skupině 2018 – utkaly se čtyřmi vítěznými družstvy z druhé světové skupiny – Ruskem, Belgií, Ukrajinou a Slovenskem. Hrálo se ve druhé polovině dubna 2017.
Podle aktuálního žebříčku ITF byly čtyři nejvýše klasifikované týmy nasazeny.
Nasazení
1. Francie (výhra)
2. Rusko (prohra)
3. Německo (výhra)
4. Nizozemsko (výhra)

| Baráž Světové skupiny – 22. a 23. dubna | Baráž Světové skupiny – 22. a 23. dubna | Baráž Světové skupiny – 22. a 23. dubna | Baráž Světové skupiny – 22. a 23. dubna | Baráž Světové skupiny – 22. a 23. dubna |
| Místo konání                            | povrch                                  | domácí                                  | výsledek                                | hosté                                   |
| --------------------------------------- | --------------------------------------- | --------------------------------------- | --------------------------------------- | --------------------------------------- |
| Roanne, Francie                         | antuka (hala)                           | Francie (1)                             | 4–0                                     | Španělsko                               |
| Moskva, Rusko                           | antuka (hala)                           | Rusko (2)                               | 2–3                                     | Belgie                                  |
| Stuttgart, Německo                      | antuka (hala)                           | Německo (3)                             | 3–2                                     | Ukrajina                                |
| Bratislava, Slovensko                   | antuka (hala)                           | Slovensko                               | 2–3                                     | Nizozemsko (4)                          |

## Světová skupina II
Světová skupina II představovala druhou nejvyšší úroveň soutěže. Čtyři vítězné týmy z této fáze postoupily do barážových utkání o účast ve Světové skupině 2018 a na poražené čekala baráž o setrvání v této úrovni soutěže v následujícím ročníku.
| Účastníci druhé světové skupiny | Účastníci druhé světové skupiny | Účastníci druhé světové skupiny | Účastníci druhé světové skupiny |
| Austrálie                       | Belgie                          | Itálie                          | Rumunsko                        |
| Rusko                           | Slovensko                       | Tchaj-wan                       | Ukrajina                        |
| ------------------------------- | ------------------------------- | ------------------------------- | ------------------------------- |

### Nasazení
1. Rusko (výhra)
2. Itálie (prohra)
3. Austrálie (prohra)
4. Rumunsko (prohra)

### Herní plán
| Světová skupina II – 11. a 12. února | Světová skupina II – 11. a 12. února | Světová skupina II – 11. a 12. února | Světová skupina II – 11. a 12. února | Světová skupina II – 11. a 12. února |
| Místo konání                         | Povrch                               | Domácí                               | Výsledek                             | Hosté                                |
| ------------------------------------ | ------------------------------------ | ------------------------------------ | ------------------------------------ | ------------------------------------ |
| Moskva, Rusko                        | tvrdý (hala)                         | Rusko (1)                            | 4–1                                  | Tchaj-wan                            |
| Bukurešť, Rumunsko                   | tvrdý (hala)                         | Rumunsko (4)                         | 1–3                                  | Belgie                               |
| Charkov, Ukrajina                    | tvrdý (hala)                         | Ukrajina                             | 3–1                                  | Austrálie (3)                        |
| Forlì, Itálie                        | antuka (hala)                        | Itálie (2)                           | 2–3                                  | Slovensko                            |

## Baráž Světové skupiny II
Čtyři poražené týmy z 1. kol druhé světové skupiny se 22. a 23. dubna 2017 utkaly v baráži o druhou světovou skupinu pro rok 2018, se čtyřmi kvalifikanty z 1. skupin kontinentálních zón. Srbsko a Velká Británie se k barážovým zápasům kvalifikovaly z evropsko-africké zóny, Kazachstán z asijsko-oceánské zóny a Kanada z americké zóny.
| Účastníci druhé světové baráže | Účastníci druhé světové baráže | Účastníci druhé světové baráže | Účastníci druhé světové baráže |
| Austrálie                      | Kanada                         | Itálie                         | Kazachstán                     |
| Rumunsko                       | Srbsko                         | Tchaj-wan                      | Velká Británie                 |
| ------------------------------ | ------------------------------ | ------------------------------ | ------------------------------ |

Nasazení
1. Itálie (výhra)
2. Rumunsko (výhra)
3. Austrálie (výhra)
4. Kanada (výhra)

| Baráž Světové skupiny II – 22. a 23. dubna | Baráž Světové skupiny II – 22. a 23. dubna | Baráž Světové skupiny II – 22. a 23. dubna | Baráž Světové skupiny II – 22. a 23. dubna | Baráž Světové skupiny II – 22. a 23. dubna |
| Místo konání                               | povrch                                     | domácí                                     | výsledek                                   | hosté                                      |
| ------------------------------------------ | ------------------------------------------ | ------------------------------------------ | ------------------------------------------ | ------------------------------------------ |
| Barletta, Itálie                           | antuka                                     | Itálie (1)                                 | 3–1                                        | Tchaj-wan                                  |
| Mamaia, Rumunsko                           | antuka                                     | Rumunsko (2)                               | 3–2                                        | Velká Británie                             |
| Zrenjanin, Srbsko                          | tvrdý (hala)                               | Srbsko                                     | 0–4                                        | Austrálie (3)                              |
| Montréal, Kanada                           | tvrdý (hala)                               | Kanada (4)                                 | 3–2                                        | Kazachstán                                 |

## Americká zóna

### 1. skupina
- Místo konání: Club Deportivo la Asunción, Metepec, Mexiko (tvrdý, venku)
- Datum: 6.–11. února 2017

Týmy
Blok A
- Bolívie
- Kanada
- Paraguay
- Venezuela

Blok B
- Argentina
- Brazílie
- Chile
- Kolumbie
- Mexiko

Výsledek
- Kanada postoupila do baráže o účast ve Světové skupině II pro rok 2018
- Bolívie a  Mexiko sestoupily do 2. skupiny Americké zóny pro rok 2018

### 2. skupina
- Místo konání: Centro de Alto Rendimiento Fred Maduro, Ciudad de Panamá, Panama (antuka, venku)
- Datum: 19.–22. července 2017

Týmy
| Blok A - Kuba - Ekvádor - Uruguay | Blok B - Barbados - Dominikánská republika - Guatemala |

| Blok C - Honduras - Portoriko - Trinidad a Tobago | Blok D - Bahamy - Kostarika - Panama - Peru |

Výsledek
- Portoriko a  Guatemala postoupily do 1. skupiny Americké zóny pro rok 2018

## Zóna Asie a Oceánie

### 1. skupina
- Místo konání: Daulet National Tennis Centre, Astana, Kazachstán (tvrdý, hala)
- Datum: 8.–11. února 2017

Týmy
Blok A
- Kazachstán
- Jižní Korea
- Thajsko

Blok A
- Čína
- Indie
- Japonsko
- Filipíny

Výsledek
- Kazachstán postoupil do baráže o účast ve Světové skupině II pro rok 2018
- Filipíny sestoupily do 2. skupiny zóny Asie a Oceánie pro rok 2018

### 2. skupina
- Místo konání: Stadion Pamir, Dušanbe, Tádžikistán (tvrdý, venku)
- Datum: 18.–23. července 2017

Týmy
- Hongkong
- Indonésie
- Írán
- Irák
- Kyrgyzstán
- Libanon
- Malajsie
- Nový Zéland
- Omán
- Pacifická Oceánie
- Pákistán
- Singapur
- Srí Lanka
- Tádžikistán
- Turkmenistán
- Uzbekistán
- Vietnam

Výsledek
- Hongkong postoupil do 1. skupiny zóny Asie a Oceánie pro rok 2018

## Zóna Evropy a Afriky

### 1. skupina
- Místo konání: Tallink Tennis Centre, Tallinn, Estonsko (tvrdý, hala)
- Datum: 8.–11. února 2017

Týmy
Blok A
- Rakousko
- Gruzie
- Polsko

Blok B
- Bosna a Hercegovina
- Chorvatsko
- Maďarsko

Blok C
- Velká Británie
- Lotyšsko
- Portugalsko
- Turecko

Blok D
- Bulharsko
- Estonsko
- Izrael
- Srbsko

Výsledek
- Srbsko a  Velká Británie postoupily do baráže o účast ve Světové skupině II pro rok 2018
- Bosna a Hercegovina a  Izrael sestoupily do 2. skupiny zóny Evropy a Afriky pro rok 2018

### 2. skupina
- Místo konání: Tenisová škola Šiauliai, Šiauliai, Litva (tvrdý, hala)[11]
- Datum: 19.–22. dubna 2017

Blok A
- Norsko
- Slovinsko
- Jižní Afrika
- Švédsko

Blok B
- Dánsko
- Egypt
- Litva
- Lucembursko

Výsledek
- Slovinsko a  Švédsko postoupily do 1. skupiny zóny Evropy a Afriky pro rok 2018
- Jižní Afrika a  Litva sestoupily do 3. skupiny zóny Evropy a Afriky pro rok 2018

### 3. skupina
- Místo konání: Národní tenisová škola a tenisový klub Acvila, Kišiněv, Moldavsko (antuka, venku)
- Datum: 13.–17. června 2017

Týmy
| Blok A - Arménie - Řecko - Malta Blok B - Kamerun - Finsko - Makedonie - Tunisko | Blok C - Kypr - Island - Irsko - Keňa Blok D - Alžírsko - Moldavsko - Maroko - Mosambik |

Výsledek
- Řecko a  Moldavsko postoupily do 2. skupiny zóny Evropy a Afriky pro rok 2018